# Террі Велч
Террі Арчер Велч (1939—1988) — американський інформатик. Разом з Авраамом Лемпелем та Яковом Зівом, розробили алгоритм стиснення без втрат Лемпель — Зів — Велч (LZW), який був опублікований у 1984 році.

## Навчання
Велч отримав освітні ступені бакалавра, магістра, а також кандидата наук (доктора філософії) у Массачусетському технологічному інституті в галузі електротехніки.
Террі Велч потім викладав у Університеті штату Техас в Остіні і працював у комп'ютерному проекті в компанії Honeywell у місті Волтгем у штаті Массачусетс (США).

## Кар'єра
Террі Велч викладав у Техаському університеті в Остіні. Згодом, у 1976 році перейшов на роботу до дослідницького центру Sperry у місті Садбері (штат Массачусетс, США). За результатами досліджень він опублікував статтю про алгоритм LZW.
У 1983 році вчений перейшов до корпорації DEC, де відповідав за розвиток та удосконалення нової комп'ютерної архітектурної програми МСС.

## Наукові новації
Разом з Авраамом Лемпелем та Яковом Зівом у 1977 році він розробив алгортим стиснення LZ77, який лежить в основі всіх сучасних алгоритмів архівації. У 1984 році він його доопрацював, хоча цей так званий принцип (алгоритм) Стиснення без втрат має назву алгоритм Лемпеля–Зіва–Велча
.

## Смерть
Він помер від пухлини головного мозку в 1988 році..